# Diphysciaceae
Diphysciaceae, porodica pravih mahovina smještena u vlastiti red i podrazred. Sastoji se od dva roda.

## Rodovi
- Diphyscium D. Mohr
- Pseudotimmiella Bizot